# Maurice Sunguti
Maurice Sunguti est un footballeur international kényan né le 6 octobre 1977. Il est attaquant.

## Biographie

### En sélection nationale
Il a participé à la CAN 2004 en Tunisie.